# Auspicia

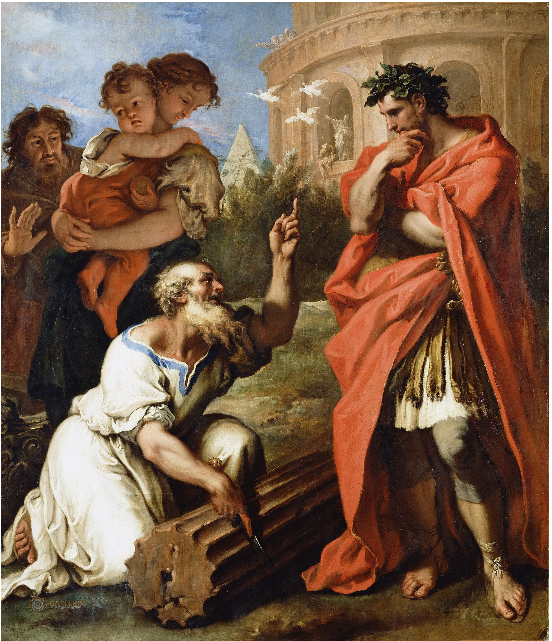
Atto Navio tire ses auspices du vol des oiseaux sur les conseils de Tarquinio Prisco (peinture de Sebastiano Ricci, 1690)

L'auspicia est un pouvoir des magistrats romains.
Les magistrats ont à la fois le pouvoir et le devoir de lire les présages (auspicia). Un présage est un évènement qui est compris comme un signe envoyé par les dieux. Les auspices peuvent être utilisés pour faire obstruction aux ennemis politiques. En déclarant avoir été témoin d’un présage, un magistrat peut justifier sa décision de mettre fin à une réunion d’une assemblée législative ou du Sénat, ou sa décision de mettre son veto aux décisions d’un collègue.
Les magistrats utilisent ce pouvoir pour savoir la volonté des dieux. Alors que les magistrats ont accès à des documents d'oracle, les livres Sibyllins, ils les ont rarement consultés, car cela ne peut se faire qu'après avoir vu un présage.
Tous les magistrats supérieurs (les consuls, préteurs, censeurs) et aussi les tribuns de la plèbe doivent rechercher activement les présages (auspicia impetrativa). Le simple fait de déclarer avoir vu un présage (auspicia oblativa) n'est généralement pas suffisant. Un présage doit prendre la forme d'un signe du ciel. Ils peuvent être découverts en étudiant le vol des oiseaux ou les entrailles d'animaux sacrifiés. Quand un magistrat estime avoir assisté à un présage, un augure interprète généralement pour lui le présage. Les augures sont des responsables religieux spécialisés dans les présages ou les auspices. Un magistrat doit chercher des présages quand il préside une réunion du Sénat ou d'une assemblée concernant un texte législatif, ou encore pour partir en guerre.

## Sources
- (en) Cet article est partiellement ou en totalité issu de l’article de Wikipédia en anglais intitulé « Executive Magistrates of the Roman Republic » (voir la liste des auteurs).